# Ant (computerprogram)
 For alternative betydninger, se Ant. (Se også artikler, som begynder med Ant)
Apache Ant er et computerprogram til styring af compilering og pakning af javaprogrammer. Programmet har således en funktionalitet der tilsvarer make. Compilering og den videre behandling beskrives i en XML-fil (build.xml). Alle relevante funktioner så som kald af compiler og pakning af jar-filer er programmeret i java, så samme XML som udgangspunkt kan bruges uafhængigt af den aktuelle platform.
Man kan tilføje funktioner i ant ved at skrive nye javaklasser som er specialiseringer af klassen Task. Da disse klasser også skal compiles inden brug kan man være nødt til at aktivere ant i to omgange for at bruge de tilføjede muligheder.

## Hvorfor ikkemake?
Der er et par problemer med at bruge make. For det første forudsætter make at man på forhånd ved, hvilke filer en oversættelse resulterer i. Dette er ikke så nemt at regne ud når det drejer sig om java. En anden ting er, at make er bundet til en bestemt platform. Man kan godt lave en opsætning til make som vil virke med mange varianter af Unix, men samme input vil ikke virke under Windows.